# Monument voor koningin Emma (Den Haag)

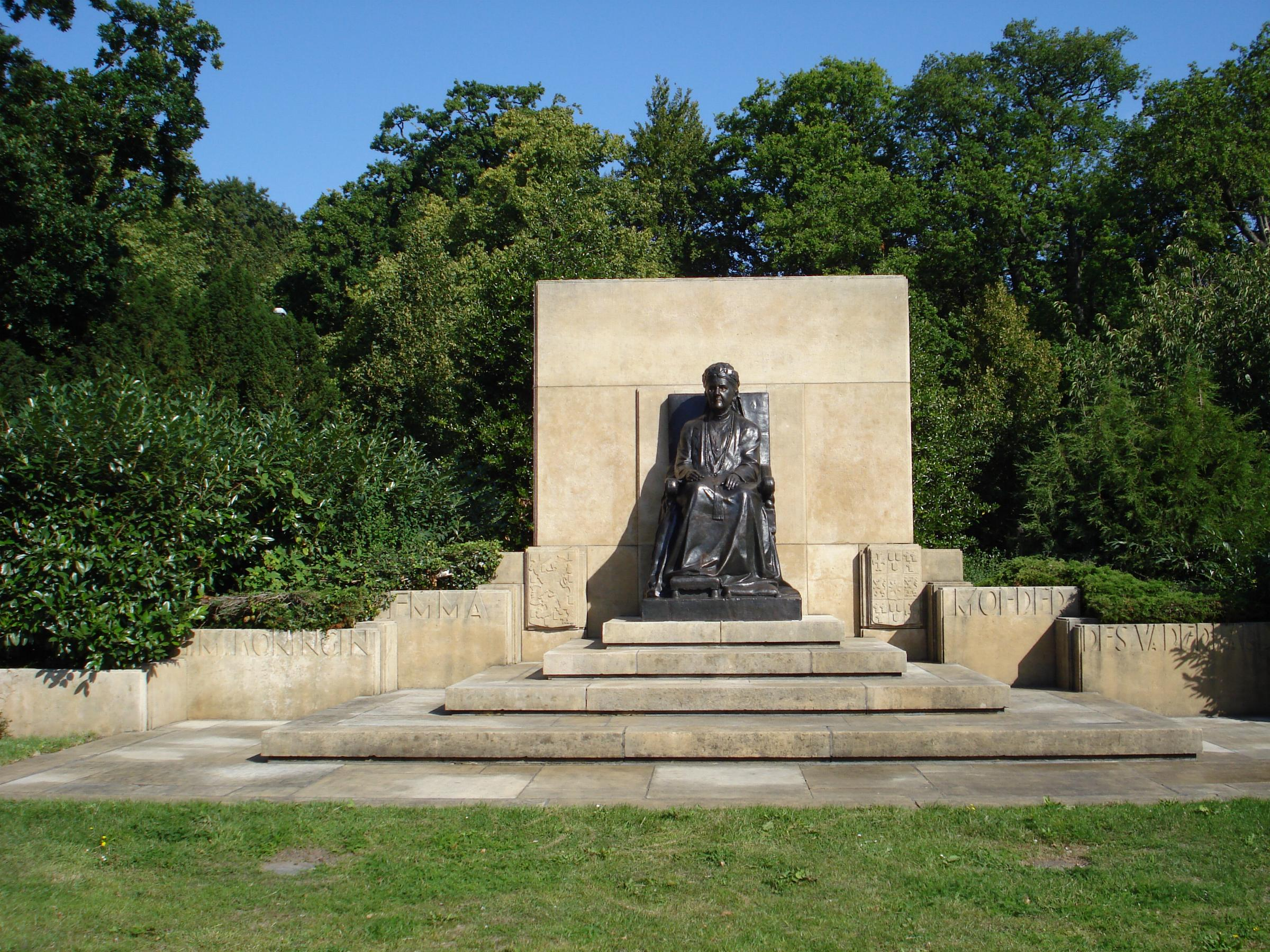
Monument voor koningin Emma

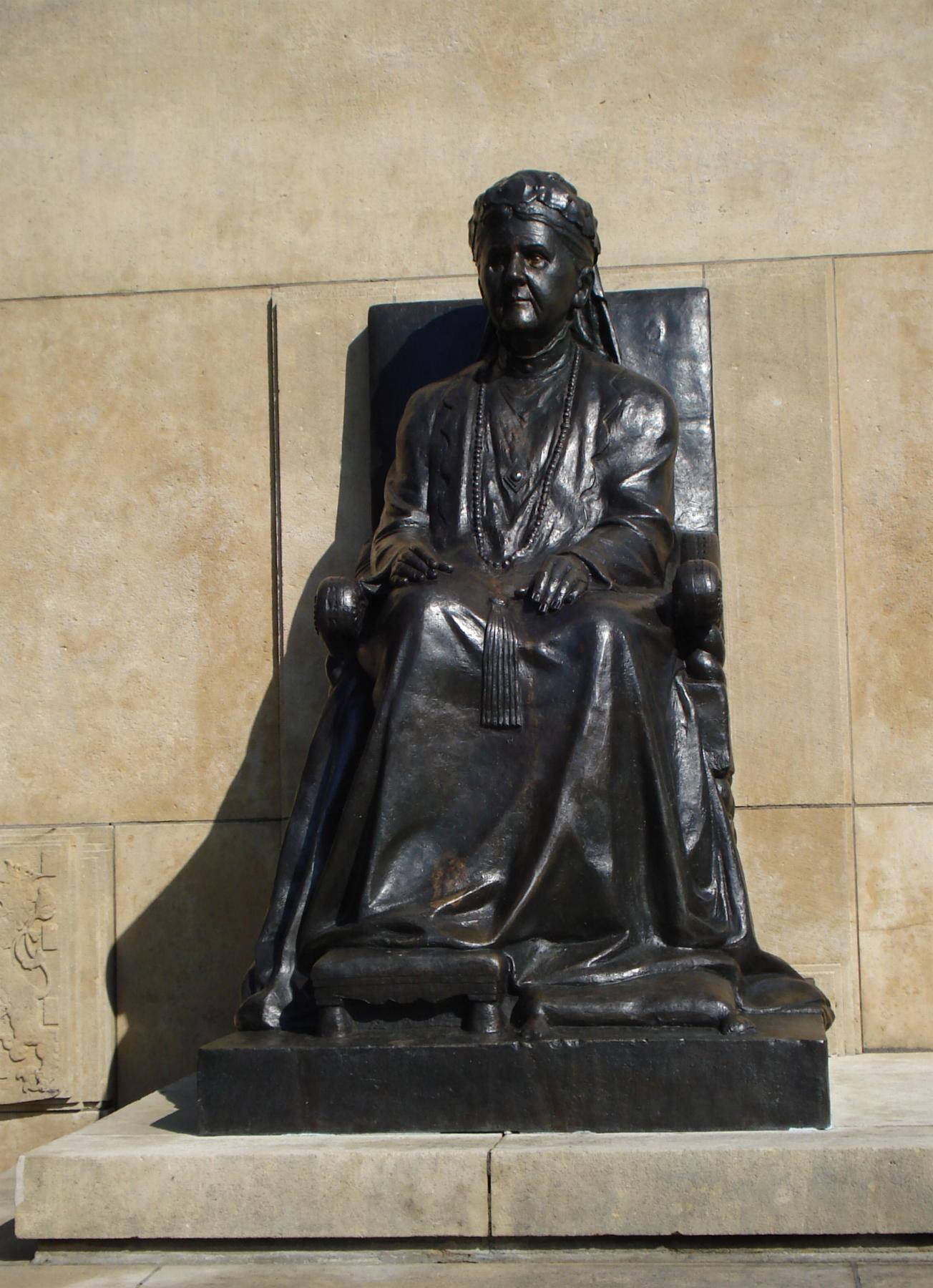
Beeld van koningin Emma

Het Monument voor koningin Emma staat in Benoordenhout in Den Haag, in het Rosarium aan het Jozef Israëlsplein. Het monument is opgericht ter nagedachtenis aan de Nederlandse koningin-regentes Emma (1858-1934).
Het monument werd in 1936 onthuld door koningin Wilhelmina. Het monument bestaat uit een natuurstenen muur waarvoor een beeld van de vorstin is geplaatst. Dit beeld staat op een kleine verhoging, die door vier traptreden kan worden bereikt. Het beeld van de koningin is van de Belgisch-Nederlandse beeldhouwer Toon Dupuis. Het ontwerp voor het monument maakte hij in samenspraak met de architect Co Brandes. Op de voorzijde van het monument staat de tekst te lezen: H.M. KONINGIN EMMA: MOEDER DES VADERLANDS. Op de achterzijde van het monument is een langere tekst opgenomen. Deze luidt:
Zij die voor ons allen een moeder is geweest, is tot Gods heerlijkheid ingegaan. Haar liefhebbend hart heeft U allen omvat. Zij trachtte steeds een zegen te zijn voor ons allen. Thans, nu we haar moeten missen, zooals wij haar steeds zo gaarne bij ons en om ons zagen, blijft het belangrijkste zij en haar liefde, ons omringen. 31 maart 1934, Koningin Wilhelmina. Ter Herinnering aan Hare Majesteit de Koningin-Moeder Emma Adelheid Wilhelmina Theresia Prinses van Waldeck-Pyrmont, Gemalin van Zijne Majesteit Willem III Koning der Nederlanden, Koningin-regentes van 24 XI 1890 tot 31 VIII 1898, Geboren 2 VIII 1858 Arolsen, Overleden 20 III 1934, 's-Gravenhage. Opgericht door de Burgerij van 's-Gravenhage, onthuld 4 juni 1936 door Hare Majesteit Koningin Wilhelmina.
Het beeld van koningin Emma was aanvankelijk ook uit natuursteen gemaakt. Het is niet door Dupuis zelf gehouwen, maar uitgevoerd door derden in dezelfde Vaurion-kalksteen als de rest van het monument (Toon Dupuis overleed een jaar na voltooiing van dit beeld). Omdat het beeld in steeds slechtere staat verkeerde en bovendien de neus van het beeld steeds werd afgebroken, werd het in 2001 vervangen door een bronzen afgietsel van het oorspronkelijke beeld. Voor dit afgietsel werd een reconstructie gemaakt van het gezicht van het beeld door restauratiebeeldhouwer Ton Mooy, aan de hand van het oorspronkelijke ontwerp van Dupuis en van de foto's die hij daarvoor gebruikt had.